# Prionostemma (zwierzę)
Prionostemma – rodzaj kosarzy z podrzędu Eupnoi i rodziny Sclerosomatidae. Zawierając około 120 opisanych gatunków jest to czwarty najliczniejszy rodzaj kosarzy. Gatunkiem typowym jest Prionostemma coronatum.

## Występowanie
Przedstawiciele rodzaju rozprzestrzenieni są od Meksyku przez Amerykę Środkową po Argentynę w Ameryce Południowej.

## Systematyka
Opisano dotąd 119 gatunków kosarzy z tego rodzaju:
| - Prionostemma acentrus Forster, 1954 - Prionostemma acuminatus - Prionostemma albimanum Roewer, 1912 - Prionostemma albipalpe (Banks, 1898) - Prionostemma albofasciatum (F.O.Pickard-Cambridge, 1901) - Prionostemma andinum Roewer, 1953 - Prionostemma arredoresium Roewer, 1953 - Prionostemma atrorubrum Roewer, 1912 - Prionostemma aureum Roewer, 1928 - Prionostemma aureolituratum Roewer, 1953 - Prionostemma aureomaculatum H. E. M. Soares, 1970 - Prionostemma aureopictum Roewer, 1953 - Prionostemma azulanum Roewer, 1953 - Prionostemma barnardi Forster, 1954 - Prionostemma bicolor Pocock, 1903 - Prionostemma bidens Roewer, 1953 - Prionostemma biolleyi (Banks, 1909) - Prionostemma bogotanum Roewer, 1953 - Prionostemma boliviense Roewer, 1953 - Prionostemma bryantae Roewer, 1953 - Prionostemma ceratias Forster, 1954 - Prionostemma circulatum Roewer, 1914 - Prionostemma coloripes Roewer, 1933 - Prionostemma coriaceum (F. O. Pickard-Cambridge, 1904) - Prionostemma coronatum (Loman, 1902) - Prionostemma corrugatum Roewer, 1953 - Prionostemma coxale (Banks, 1909) - Prionostemma crosbyi Roewer, 1953 - Prionostemma cubanum Roewer, 1953 - Prionostemma dentatum Roewer, 1910 - Prionostemma meridionale Ringuelet, 1959 - Prionostemma duplex Chamberlin, 1925 - Prionostemma efficiens Roewer, 1953 - Prionostemma elegans Roewer, 1953 - Prionostemma farinae Mello-Leitão, 1938 - Prionostemma ferrugineum Roewer, 1953 - Prionostemma festae Roewer, 1927 - Prionostemma fichteri Goodnight et Goodnight, 1947 - Prionostemma flavicoxale Roewer, 1953 - Prionostemma foveolatum (F. O. Pickard-Cambridge, 1904) - Prionostemma frontale (Banks, 1909) - Prionostemma frizzellae Roewer, 1953 - Prionostemma fulginosum Roewer, 1953 - Prionostemma fulvibrunneum Roewer, 1953 - Prionostemma fulvum (F. O. Pickard-Cambridge, 1904) - Prionostemma fuscamaculata Goodnight et Goodnight, 1947 - Prionostemma genufuscum Roewer, 1910 - Prionostemma glieschi Mello-Leitão, 1938 - Prionostemma hadrus Forster, 1954 - Prionostemma henopoeus Forster, 1954 - Prionostemma heterus Forster, 1954 - Prionostemma hondurasium Roewer, 1953 - Prionostemma ignavus Forster, 1954 - Prionostemma insculptum Pocock, 1903 - Prionostemma insulare Roewer, 1953 - Prionostemma intermedium (Banks, 1909) | - Prionostemma laminus Forster, 1954 - Prionostemma laterale (Banks, 1909) - Prionostemma leucostephanon Mello-Leitão, 1938 - Prionostemma limbatum Roewer, 1953 - Prionostemma limitatum Roewer, 1953 - Prionostemma lindbergi Mello-Leitão, 1938 - Prionostemma lubeca Goodnight et Goodnight, 1946 - Prionostemma luteoscutum Roewer, 1910 - Prionostemma magnificum Roewer, 1953 - Prionostemma martiniquem Roewer, 1953 - Prionostemma mediobrunneum Roewer, 1953 - Prionostemma melicum Roewer, 1953 - Prionostemma melloleitao Caporiacco, 1947 - Prionostemma mentiens Roewer, 1953 - Prionostemma minimum Roewer, 1910 - Prionostemma minutum Roewer, 1953 - Prionostemma montanum Roewer, 1953 - Prionostemma nevermanni Roewer, 1933 - Prionostemma nigranale Roewer, 1953 - Prionostemma nigrifrons Roewer, 1953 - Prionostemma nigrithorax Roewer, 1953 - Prionostemma nigrum Roewer, 1910 - Prionostemma nitens Roewer, 1953 - Prionostemma panama Goodnight et Goodnight, 1942 - Prionostemma perlucidum Roewer, 1910 - Prionostemma peruvianum Roewer, 1953 - Prionostemma piceum Roewer, 1953 - Prionostemma plaumanni Roewer, 1953 - Prionostemma pulchra Goodnight et Goodnight, 1942 - Prionostemma referens Roewer, 1953 - Prionostemma reticulatum Roewer, 1910 - Prionostemma retusum Roewer, 1953 - Prionostemma richteri Roewer, 1953 - Prionostemma riveti Roewer, 1914 - Prionostemma ruschii Mello-Leitão, 1940 - Prionostemma scintillans Pocock, 1903 - Prionostemma seriatum Roewer, 1953 - Prionostemma serrulatum Roewer, 1953 - Prionostemma simplex Chamberlin, 1925 - Prionostemma soaresi Caporiacco, 1951 - Prionostemma socialis Roewer, 1957 - Prionostemma spinituber Roewer, 1953 - Prionostemma splendens Roewer, 1953 - Prionostemma sulfureum Roewer, 1953 - Prionostemma surinamense Roewer, 1953 - Prionostemma synaptus Forster, 1954 - Prionostemma taciatum Roewer, 1953 - Prionostemma tekoma Goodnight et Goodnight, 1947 - Prionostemma transversale Roewer, 1953 - Prionostemma tristani (Banks, 1909) - Prionostemma turki Roewer, 1953 - Prionostemma umbrosum Roewer, 1953 - Prionostemma usigillatum Mello-Leitão, 1938 - Prionostemma victoriae Goodnight et Goodnight, 1946 - Prionostemma vittatum Roewer, 1910 - Prionostemma wagneri Goodnight et Goodnight, 1944 - Prionostemma waltei Roewer, 1953 - Prionostemma yungarum Ringuelet, 1962 |